# 法西斯民主党
法西斯民主党（意大利语：Partito Democratico Fascista）简称为PDF，是二战后不久活跃於地下的法西斯主义结合民主主义部分特质政党。该党最知名的事迹为其成员盗取意大利前独裁者墨索里尼的尸首。

## 历史
该党是在战后由意大利法西斯主义支持者多梅尼科·莱切西、毛罗·拉纳以及安东尼奥·帕罗齐创立并推选莱切西为首任党主席。法西斯民主党於萨罗共和国时期被受墨索里尼政府承认；但在战后被政府取缔，随后转入地下直至解体。
法西斯民主党是战后意大利新法西斯主义的分支派别，与原先墨索里尼所领导国家法西斯党不同的是该党在采行法西斯主义的同时也接纳了部分民主主义（或民粹主义）的构想。其党徽象征为缺少斧头的束棒，以示该党不会以铁腕政治为政治理念。

### 伏朗台·罗沙事件与战后行动
二战后於1945年在意大利米兰发生一起谋杀案，经彻查后被认为是由伏朗台·罗沙（她也参与了法西斯民主党的重建事务）为首的法西斯民主党支持者所为。1945年11月5日，奥登影院为剧情电影《揭开罗马城》的宣传海报遭人恶意焚毁。随后法西斯民主党主席莱切西承认此纵火事件为该党所作。1946年12月9日，前法西斯民主党成员的布鲁尼尔德·坦齐（Brunilde Tanzi）在广播电台把原本预定播放的广告内容碟片替换为意大利社会共和国国歌“青年”并於米兰大教堂附近播送，还有民众因此感到错愕。

### 盗取墨索里尼遗体
该党最知名的事迹便是在1946年4月27日和28日之间，於墨索里尼忌日偷闯穆索科公墓，盗取墨索里尼其尸并隐蔽埋藏。莱切西本人曾就此描述当时的情景：
我们下到那墓坑里，把一只手放在尸体的肩膀下并用麻绳绕过他的胸前，而另一根则绕过他的腿。当我们把他抬起来时，他双臂落下，头部却仍然直立：这使得他的身体呈现出那种特有的专注姿势，而这种姿势使墨索里尼，尤其在公开场合具有一种武断和明确的外表。
莱切西和他的同夥曾寄給著名的政治性報社兩封涉事信件，以混肴警方視聽；一封給《意大利前進報》另一封給《統一報》署名為“意大利共產黨中央執行委員會”。5月7日，他們决定把墨索里尼的尸首藏匿到他們認爲更安全的地點，即位於米兰的聖安傑利科姆修道院，共謀者是那處的阿尔贝托·帕里尼神父和恩里科·祖卡神父。然而神父們馬上被自己的行爲感到壓力，隨後他們把尸體送到帕维亚大修道院。
1946年7月3日，米兰警視廳對外宣布他们已逮捕两名主謀，即莱切西和安东尼奥·佩罗齐，遺憾的是並没有发现尸体。而帕里尼神父在教会的压力下決定自首，並於1946年8月12日同米兰的奎斯特·阿格尼西纳警官和意大利政治公室主任安西洛蒂前往帕維亞找回了尸體。

### 正式解体
自1946年5月至9月份，约有20名该党高層與激進成員被米蘭警視廳逮捕，而其中就包括黨魁莱切西，法西斯民主黨就此解體。